# حبوبة كبيرة
حبوبة كبيرة مدينة أثرية سورية من عصر فجر السلالات الحضارية من الألف الخامس قبل الميلاد ، على نهر الفرات في سوريا   والان توجد قرية صغيرة على نهر الفرات الغربي قريتين حبوبة كبير وصغير وكانت هذه القريتين موجودتين قبل الغمر الذي نتج عن تشييد سد الفرات.

## الموقع وأهميته
يقع إلى الشمال من بحيرة الأسد على الضفة الغربية للفرات ، ويعتبر أقدم نموذج للعمارة المنظمة، حيث أقيم في الموقع مدينة نظمت وفقا لتخطيط مسبق، حيث أنشئت الأبنية والمساكن على محور واحد يمتد من الشمال إلى الجنوب ومؤلف من شارعين رئيسيين، أقيمت البيوت حولهما وتتصل بهما شوارع فرعية (قابلو وسمير 2008: 202 – 203). وتأتي أهمية مدينة حبوبة كبيرة من علاقتها مع المناطق الأخرى في وادي الفرات ، حيث وجدت مواقع معاصرة لها في الجزيرة السورية وفي غرب نهر الفرات منها تل الحاج الذي يقع على بعد 5 كم شمال حبوبة كبيرة، وموقع تل الحديدي على بعد 9 كم شمال شرق حبوبة كبيرة، وجبل عارودة الذي عثر فيه على معبدين وعدد من المساكن شبيهة بتلك الموجودة في حبوبة كبيرة وتل قناص .
أما علاقة المدينة مع سومر وعيلام فإنها تتضح من خلال التشابه بين الطرز المعمارية وفنون الصناعات اليدوية وزخرفة واجهات الأبنية وأشكال الأواني الفخارية والحجرية وطبعات الأختام وتشابه الأنظمة الدفاعية المتمثلة بالأسوار وتشابه الرقم الطينية.
وتأتي أهميتها من خلال موقعها التجاري حيث تتقاطع عندها الطرق التجارية الأمر الذي جعل منها مركزا بشريا هاما (شترومنغر 1984: 43 - 46).
ويعد الموقع من المواقع الأثرية الهامة في سوريا وأول المواقع التي ظهرت في بلاد الشام ، وبلغت مساحته 18 هكتارا (كفافي 2005: 241).

## تاريخ البحث الأثري
ورد أول ذكر لحبوبة كبيرة لدى الباحثين الإنجليز، وذلك في تقرير لهم حول نتائج الاستطلاع الذي قاموا به عام 1939م، ثم بدأت أعمال الحفريات الأثرية في الموقع من قبل الجمعية الألمانية للاستشراق في عام 1969م وانتهت عام 1976م، تضمنت تسعة مواسم، وتم اقتسام القطع الأثرية المكتشفة بين المديرية العامة للآثار والمتاحف السورية، والجمعية الألمانية للاستشراق (شترومنغر 1984: 20 – 21).

## الاستيطان في الموقع
يرجع تشييد مدينة حبوبة كبيرة إلى الألف الخامس ق.م، وقدر عدد سكان حبوبة كبيرة بين 6 – 8 آلاف نسمة، كانوا يعملون ويسكنون داخل أسوار المدينة. ولم تعمر المدينة كثيراً فقد كشفت الحفريات الأثرية عن ثلاث فترات سكنية متعاقبة لا تتجاوز 150 سنة، ويعتقد أن انهيار المدينة راجع إلى العوامل السياسية في المنطقة وبالتالي تحول مسار الطرق التجارية، ومن الجدير بالذكر أنه تم العثور على بعض المساكن التي دمرت بسبب اشتعال الحريق فيها إلا أنه لا يمكن أن نعزو سبب تدمير كامل المدينة إلى اشتعال الحرائق كما هو الحال في جبل عارودة حسب رأي المنقب شترومنغر" Strommenger".
وقد خلت حبوبة كبيرة من السكان لفترة امتدت لقرون، حيث كشفت التنقيبات الأثرية عن بعض المدافن التي يعود تاريخها إلى نهاية الألف الثالث ق.م أو بداية الألف الثاني ق.م، وعثر في القطاع الشرقي على مدافن رومانية (شترومنغر 1984: 25، 47).

## البقايا الأثرية
كان الهولندي موريس فان لون أول من اكتشف نموذج الفخار المعروف باسم الآنية الناقوسية في الموقع وذلك خلال التقرير الذي تضمن نتائج الاستطلاع الذي قام به والذي نشر عام 1967م.
وعثر أحد سكان حبوبة كبيرة الحالية على جدران قديمة إلى جانبها حفر مليئة بالكسر الفخارية وآخر عثر على بلطة برونزية طولها 26 سم (شترومنغر 1984: 24).
وتم الكشف عن عن سور المدينة البالغ عرضه ثلاثة أمتار ومزود بأبراج للحراسة، وفيه نتوءات أمامية وخلفية على مسافات متساوية، وكان الدخول يتم عبر بوابتين، ولم يبق من هذا السور إلا المداميك السفلى.
أما البيوت فكانت كبيرة ومتلاصقة وكان البيت مؤلفا من باحة داخلية تتوزع حولها الأجزاء الداخلية، وتم الكشف عن مجاري مياه المدينة التي كانت عبارة عن شبكة من القنوات المغلقة والمفتوحة (البهنسي وغيره 1985: 32 – 33).
واكتشف المركز الديني والإداري للمدينة في وسط الحي الجنوبي تمثل بعدد من الأبنية ذات أبعاد كبيرة نسبياً وترتفع عن مستوى الأرض. بلغ عددها ثلاثة أبنية وعثر في أرضياتها على حفر كانت تستخدم كمواقد وكان بداخلها تزيينات داخلية الموزاييك مشابه التي اكتشفت في الوركاء جنوب العراق مع تطور واضح في النوع التي اكتشف في حبوبة في سورية .
تم في حبوبة الكشف عن أوعية فخارية لحفظ وتبريد المياه، وأسلحة الحرب والصيد من مقاليع وبلطات وهراوات وحراب، وعثر ضمن ركام الأسقف والجدران على أواني بعضها مدهون. وأدوات منزلية من الفخار والحجر والمعدن. وعثر على نصال وسكاكين وصحون وزبادي وجميعها ذات الاستخدام المنزلي، وعثر على ثقالات المغازل إشارة إلى حرفة غزل الصوف، وتم الكشف عن شصوص برونزية لصيد السمك، ومشابك ثياب من البرونز، وحلي نسائية، وأختام أسطوانية ومسطحة، وأدوات زراعية منها قبضة منجل من الفخار. ومارس سكان حبوبة كبيرة الرعي دل على ذلك عظام الحيوانات التي وجدت في بعض الحفر، وتم الكشف عن رقيم يتحدث عن تجار الطواحين وجاء في سياق النص أن 56 حجرة طاحون نقلت إلى ماري عبر نهر الفرات، وعثر ضمن المنطقة السكنية على حجارة حمراء اللون يعتقد أن مسحوقها استخدم في تلوين الآنية الفخارية.
أما المقابر فقد عثر فيها على أثاث جنائزي من أواني فخارية وبعض الإبر وأسلحة مصنوعة من البرونز، وعثر في إحدى القبور الرومانية على أواني فخارية وزجاجية ورقائق ذهبية معينية الشكل كانت تستخدم كغطاء للعينين والفم (شترومنغر 1984: 33 – 49).